# Baron Morris of Kenwood
Baron Morris of Kenwood, of Kenwood in the City of Sheffield, ist ein erblicher britischer Adelstitel in der Peerage of the United Kingdom.
Der Titel wurde am 11. Juli 1950 dem Unterhausabgeordneten der Labour Party Harry Morris verliehen.
Heutiger Titelinhaber ist seit 2004 dessen Enkel als 3. Baron.

## Liste der Barone Morris of Kenwood (1950)
- Harry Morris, 1. Baron Morris of Kenwood (1893–1954)
- Philip Morris, 2. Baron Morris of Kenwood (1928–2004)
- Jonathan Morris, 3. Baron Morris of Kenwood (* 1968)

Titelerbe (Heir apparent) ist der Sohn des aktuellen Titelinhabers, Hon. Benjamin Morris (* 1998).